# Sagina apetala
Sagina apetala é uma espécie de planta com flor pertencente à família Caryophyllaceae. 
A autoridade científica da espécie é Ard., tendo sido publicada em Animadversionum Botanicarum Specimen Alterum 22–23, f. 1. 1764.

## Portugal
Trata-se de uma espécie presente no território português, nomeadamente em Portugal Continental, no Arquipélago dos Açores e no Arquipélago da Madeira.
Em termos de naturalidade é nativa de Portugal Continental e Arquipélago da Madeira e introduzida no arquipélago dos Açores.

## Protecção
Não se encontra protegida por legislação portuguesa ou da Comunidade Europeia.